# Рудольф-Крістоф фон Герсдорфф
Барон Рудольф-Крістоф фон Герсдорфф (нім. Rudolf-Christoph Freiherr von Gersdorff; 27 березня 1905, Любін — 27 грудня 1980, Мюнхен) — німецький офіцер, генерал-майор вермахту. Кавалер Лицарського хреста Залізного хреста.
Активний учасник німецького руху Опору і планів замаху на Гітлера. Ініціатор створення благодійної організації Швидка допомога йоанітів.

## Біографія
Рудольф-Крістоф був другим сином ротмістра, який пізніше став генерал-майором, барона Ернста фон Герсдорффа (1864—1926) і його дружини Крістіни (1880—1944).
Навчався Рудольф-Крістоф в школі Любіна до отримання атестата зрілості. Військова кар'єра Герсдорффа почалася в 1923 році в кавалерійському полку, з 1933 року — полковий ад'ютант в Бреслау.

### Участь у Другій світовій війні
На початку Польської кампанії Герсдорф був третім офіцером генерального штабу 14-ї армії, яку потім перейменували в 12-ю і переправили на захід для участі у Французькій кампанії.
За сприяння свого двоюрідного брата Фабіана фон Шлабрендорфа Герсдорфф був переведений в групу армій «B», перейменовану 22 червня 1941 року в групу армій «Центр», для участі в операції «Барбаросса».
У квітні 1943 року барон фон Герсдорф був в числі представників Німеччини, які виявили масові поховання понад 4000 польських офіцерів, убитих підрозділами НКВС у Катині.

### Замах на Гітлера
На 21 березня 1943 року в Берліні було намічено відвідування Гітлером, Герінгом, Гіммлером і Кейтелем виставки армійських трофеїв в збройовому музеї Цейхгауз, де відзначався день пам'яті загиблих на війні.
Учасники німецького руху Опору запланували здійснити під час цього візиту замах на фюрера і його наближених. Рудольф-Крістоф фон Герсдорф, будучи начальником розвідки групи армій «Центр», повинен був виступити в ролі екскурсовода. Узгодивши план з генерал-майором Геннінгом фон Тресковим, Герсдорфф вирішив пожертвувати собою, сховавши під одягом дві мініатюрні магнітні міни уповільненої дії (британського виробництва), щоб підірвати їх в безпосередній близькості від фюрера і його оточення. До цього часу барон фон Герсдорфф овдовів і вважав, що в цьому світі йому вже нема чого втрачати. Проте, він хотів бути впевнений, що його самопожертва принесе результат. Однак Гітлер зі свитою пробув на виставці набагато менше часу, ніж очікувалося, і план здійснити не вдалося.
Для підготовки нового замаху на Гітлера, наміченого на 20 липня 1944 року, Герсдорфф зберігав вибухові речовини і детонатори. Його спільник барон Вессель Фрейтаг фон Лорінггофен після провалу «змови генералів» покінчив життя самогубством, не видавши Герсдорффа, який виявився одним з небагатьох вцілілих учасників змови.

### У післявоєнній Німеччині
Уникнувши переслідувань гестапо, Герсдорфф з 1945 по 1947 рік перебував в американському полоні. В ході розслідування військових злочинів він виступав в якості свідка. У 1946 році при розгляді Катинської справи в Нюрнберзі суду були представлені свідчення генерал-майора Рудольфа-Крістофа фон Герсдорффа.
У 1952 році через зростання числа дорожньо-транспортних пригод та нещасних випадків барон Рудольф-Крістоф фон Герсдорф ініціював створення в Ганновері зареєстрованої некомерційної організації Швидка допомога йоанітів, правління якої він очолював до 1963 року.
У 1979 році були видані спогади Герсдорффа, що стали одним з найважливіших джерел відомостей про військову опозиції режиму Гітлера.

## Сім'я
У 1934 році барон фон Герсдорф одружився з Ренатою Кракер (1913—1942) з Шварценфельда, спадкоємицею сілезької промислової династії. У цьому шлюбі народилася дочка. Після смерті Ренати він одружився вдруге в 1953 році на Марії-Єві фон Вальденбург (1925—1986), родовід якої бере початок від Августа Прусського. Дітей у подружжя не було.

## Вшанування пам'яті
В урочистій церемонії 25 листопада 1981 року бундесвер назвав ім'ям барона фон Герсдорффа відремонтовані колишні бельгійські казарми в Ойскірхені. Крім того, на його честь названі вулиці в містах Дортмунд, Реклінґгаузен, Марль, Фюрстенвальде, Айгене.

## Звання
- Кандидат в офіцери (1 квітня 1923)
- Фанен-юнкер-єфрейтор (1 липня 1924)
- Фанен-юнкер-унтер-офіцер (1 листопада 1924)
- Фенрих (1 жовтня 1925)
- Обер-фенріх (1 серпня 1926)
- Лейтенант (1 грудня 1926)
- Обер-лейтенант (1 лютого 1929)
- Ротмістр (1 листопада 1934)
- Гауптман (20 квітня 1940)
- Майор (1 червня 1940)
- Оберст-лейтенант (1 березня 1942)
- Оберст Генштабу (1 січня 1943)
- Генерал-майор (8 березня 1945)

## Нагороди
- Медаль «За вислугу років у Вермахті» 4-го і 3-го класу (12 років)
- Залізний хрест
  - 2-го класу (8 жовтня 1939)[4]
  - 1-го класу (26 червня 1940)[4]
- Хрест Воєнних заслуг 2-го і 1-го класу з мечами
- Медаль «За зимову кампанію на Сході 1941/42» (28 липня 1942)[4]
- Німецький хрест в сріблі (25 жовтня 1943)
- Лицарський хрест Залізного хреста (26 серпня 1943)
- Нагрудний знак «За поранення 20 липня 1944» в чорному (28 серпня 1944)[4]
- Орден Святого Йоанна (Бранденбург), почесний командор
- Орден «За заслуги перед Федеративною Республікою Німеччина», командорський хрест (1979)